# Still Hungry
Still Hungry è il sesto album in studio della heavy metal band statunitense Twisted Sister pubblicato il 19 ottobre del 2004 per l'Etichetta discografica Spitfire Records. L'album è una ri-registrazione di Stay Hungry (1984).

## Tracce
1. Stay Hungry (Snider) 3:14
2. We're Not Gonna Take It (Snider) 4:36
3. Burn in Hell (Snider) 5:37
4. Horror Teria A. Captain Howdy B. Street Justice (Snider) 8:42
5. I Wanna Rock (Snider) 3:15
6. The Price (Snider) 4:08
7. Don't Let Me Down (Snider) 4:45
8. The Beast (Snider) 3:25
9. S.M.F. (Snider) 3:28
10. Never Say Never (Snider) 2:19
11. Blastin' Fast & Loud (Snider) 3:00
12. Come Back (Snider) 6:25
13. Plastic Money (Snider) 4:05
14. You Know I Cry (Snider) 4:21
15. Rock 'N' Roll Saviors (Snider) 5:04
16. Heroes Are Hard to Find (Snider, Torme) 5:00

## Lineup
- Dee Snider - Voce
- Jay Jay French - Chitarra
- Eddie "Fingers" Ojeda Chitarra
- Mark "The Animal" Mendoza - Basso
- A.J. Pero (Anthony Jude Pero) - Batteria